# نور منصور
نور منصور (انگلیسی: Nour Mansour؛ زاده ۱۴ اوت ۱۹۹۱) یک بازیکن فوتبال است.
وی همچنین در تیم ملی فوتبال لبنان بازی کرده است.